# Бортник Яків Каленикович
Я́ків Кале́никович Бо́ртник (3 жовтня 1895, Радивилів — 18 червня 1983, Радивилів) — український громадський діяч, вояк Армії УНР.

## Життєпис
Закінчив Радивилівську народну школу, Кременецьке реальне училище. 1913 року вступив до Київського університету святого Володимира на фізико-математичний факультет.
З початком Першої світової війни 1914 року залишає університет і вступає до офіцерського училища. Літом 1915 року — молодший старшина 8-го гренадерського Московського полку. На фронті в районі Бобруйська влітку 1915 року. Кавалер Георгіївського хреста. В одній із сутичок тяжко поранений, на лікуванні в Москві.
1917 року — під керунком офіцера Олександра Шаповала в складі полку ім. Богдана Хмельницького.
У січні 1918 брав участь у придушенні заколоту на «Арсеналі», потім у Другому зимовому поході в листопаді 1921 року. Наступного року кружними шляхами повертається до Радивилова.
Бере участь у діяльності «Просвіти» до її заборони польською владою, відділенням керував Данило Качурець. Їздив на заробітки до Франції. Зайнявся бджільництвом, товаришував з Петром Козланюком.
1939 року з приходом радянської влади починає вчителювати, викладав математику й географію. Енкаведисти забрали родичів Якова, з них і брата Федора. Не став чекати арешту та втік до Польщі. Повернувся, коли радянців вибили гітлерівці.
1944 року по приходу радянських військ мобілізований. Служив в окремому залізничному полку, який участі в боях не брав.
Після демобілізації повертається до Радивилова. Саме в цьому часі радянська влада дізнається, що він брав участь у Визвольних змаганнях. Однак він не відмовився ні від свого минулого, ні від брата, котрий у тому часі вже карався в Норильську. Проти Якова сфальсифікували справу, однак він від своїх переконань не відступив.

## Родинні зв'язки
- Його син, Олег Якович, довгі роки працював головним технологом Бориславського управління бурових робіт.